# Miklós Kretzoi
Miklós Kretzoi (Budapest, 9 febbraio 1907 – 15 marzo 2005) è stato un geologo, paleontologo e paleoantropologo ungherese, vincitore del Premio Széchenyi.
Kretzoi studiò arte e scienze naturali all'allora Università Pázmány Péter di Budapest dal 1925 al 1929. Mentre era ancora studente, lavorò come volontario presso l'Istituto Geologico Ungherese. Nel 1930 si laureò in paleontologia, geologia e geografia all'Università di Pécs. Nel 1933 iniziò a lavorare come geologo e geofisico per la «Hungarian-American Oil Inc.». Continuò a lavorare per questa società fino allo scoppio della seconda guerra mondiale. Kretzoi venne assunto allora dal Museo Nazionale Ungherese, dove fu curatore dei dipartimenti di Mineralogia e Paleontologia fino al 1950, quando iniziò a lavorare per l'Istituto Geologico Ungherese, del quale fu direttore tra il 1956 e il 1958. A partire dalla metà degli anni '60 guidò i lavori di scavo nel sito di Rudabánya, dove vennero rinvenuti vari fossili di Antropoidi.
Kretzoi denominò numerosissimi mammiferi estinti, tra cui Csakvarotherium, Sirenavus, Dromopanthera, Miopanthera, Styriofelis, Promegantereon, Paramachaerodus, Sharamynodon, Stephanorhinus, Cadurcodon, Adcrocuta, Percrocuta, Eofelis, Protarctos, Anapithecus.

## Storia
Kretzoi è cresciuto in Austria-Ungheria, dove ha imparato l'ungherese e la sua lingua madre in tedesco. Ha completato i suoi studi all'Università di Scienze Péter Pázmány di Budapest, dove ha conseguito il dottorato nel 1929/1930 nei settori geologia, paleontologia, geografia e paleoantropologia. Dal 1926 al 1930 Kretzoi ha lavorato come volontario presso il Royal Institute of Geology, fino a quando non si unì tra i lavori geologico-cartografici per la scienza del suolo. Dal 1933 al 1941 ha lavorato come geologo e geofisico di cartografia con Eurogasco, la successiva industria petrolifera ungherese-americana Magyar-Amerikai Olajipari Rt  (MAORT), che lasciò durante la seconda guerra mondiale. Nel periodo successivo fu un impiegato del Museo Nazionale Ungherese Magyar Nemzeti Múzeum (MNM), dove fu vicedirettore della collezione di geologia e paleontologia fino al 1946 e dal 1945 caporeparto e direttore della "Collezione per paleontologia dei vertebrati e teoria comparativa delle ossa".
Dal 1 marzo 1950 Kretzoi è tornato all'Istituto statale di geologia dell'Ungheria Magyar Állami Földtani Intézetbe (MÁFI), dove inizialmente si è unito al lavoro di mappatura geologica in Transdanubia centrale. Nel 1951 assume la gestione della prima e più grande collezione di vertebrati paleontologici dell'Ungheria, che mantenne fino al 31 agosto 1956.  Dal 1956 al 1958 fu direttore del MÁFI, il Dipartimento Paleontologico, fino al 1959. Fino al 1974 esercitò anche attività consultive per argomenti scientifici di rilievo.  Kretzoi si trasferì nel 1970 all'Università Kossuth Lajos di Debrecen, una delle principali università del paese, e fino al 1974 occupò il Dipartimento di studi sugli animali e l'uomo. Anche dopo il suo ritiro nel 1974, rimase fino al 1986 assistente scientifico dell'accademia delle scienze ungherese.   

## Premi
- 1969: Medaglia Kadic-Ottokár - per il lavoro eccezionale nel carso e speleologia, assegnato dalla Società ungherese per il Carso e la speleologia
- 1992: Premio Széchenyi (Premio statale per il miglior risultato scientifico) - per i suoi servizi nella lavorazione dei resti dei vertebrati fossili ungheresi, specialmente quelli dell'uomo primitivo, e pubblicizzando i risultati.